# PolyQ-tragt
En polyglutamin-tragt, polyQ-tragt, polyglutamin-kanal eller polyQ-kanal er en del af et protein, der består af en sekvens af flere glutaminenheder (Q er en forkortet betegnelse for aminosyren glutamin, den genetiske kode for glutamin er CAG og CAA). Proteiner kan typisk indeholde en polyQ-tragt bestående af fra 10 til nogle få hundrede glutamin-enheder.

## CAG-repeats
Et antal gener i forskellige eukaryote arter, inklusive mennesket, indeholder en sekvens af nukleotidtripletten CAG eller CAA, kaldet et CAG-repeat eller et CAA-repeat, eller generelt et trinukleotid-repeat. Når genet oversættes til et protein, giver hver af disse CAG-tripletter en glutaminenhed, hvilket resulterer i en polyQ-tragt. Forskellige alleler af et sådant gen har ofte forskelligt antal CAG- eller CAA-tripletter, da den meget gentagne sekvens er tilbøjelig til at undergå sammentrækning og ekspansion. Som følge deraf vil proteinet have enstørre eller mindre polyQ-tragt.
Antallet af glutaminenheder og størrelsen af polyQ-tragten i et protein har betydning for struktur og funktion af proteinet. Ved en ekspanderet polyQ-tragt dannes kompakte og uopløselige proteinstrukturer, der gradvis akkumulerer og resulterer i uopløselige proteinaggregater, som kan vokse sig store (makroskopiske) og ses i flere arvelige neurodegenerative sygdomme. Sådanne proteinaggregater kaldes amyloider og beskrives som prionlignende og cytotoksiske. Disse sygdomme grupperes nu som polyQ-sygdomme, en gruppe af proteinfejlfoldnings-sygdomme også kaldet proteinopatier.

## PolyQ-sygdomme
Vigtige eksempler på polyQ-sygdomme, som også kaldes polyglutaminsygdomme, polyQ-ekspansionssygdomme eller CAG-repeat sygdomme er spinocerebellar ataksi og Huntingtons sygdom. Disse sygdomme er eksempler på at vidt forskellige proteiner med en mutation, der giver et motiv af ekspanderet polyQ, resulterer i proteinaggregater der hæmmer de normale cellefunktioner.
Gentagen trinukleotidekspansion i en forældrekimcelle kan føre til børn, der udviser en tidligere indtræden og en større alvorlighed af tilstanden. Jo større polyQ-tragten er, jo tidligere i livet har disse sygdomme tendens til at dukke op.
Der kendes i øjeblikket 10 polyQ-sygdomme.